# Abadía de Tintern (Wexford)

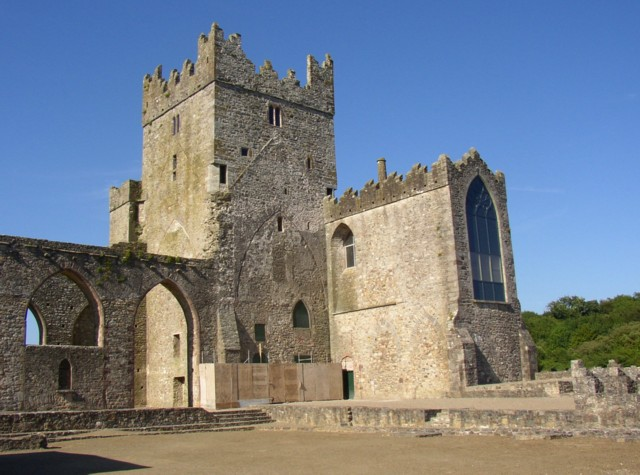
Ruinas de la abadía.

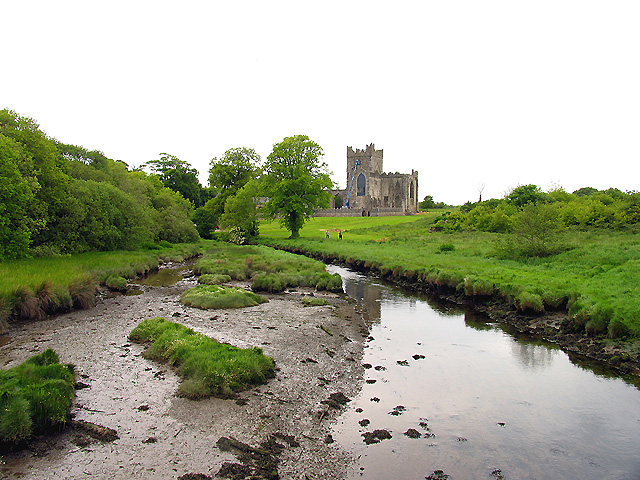
La abadía vista desde el río.

La abadía Tintern (en inglés: Tintern Abbey) fue una abadía cirsterciense, hoy en ruinas, situada en la localidad de Saltmills, condado de Wexford, Irlanda.
Se trata de las ruinas de un centro monástico perteneciente a la orden del Císter. El conjunto fue fundado en el siglo XIII por William Marshall, conde de Pembroke, tras ofrecer la construcción del monasterio cuando su barco se vio envuelto en una tormenta en el mar. Al ser salvado cumplió la promesa que había hecho. Las ruinas góticas de la abadía de Tintern tienen, pues, más de 800 años de historia.
Una vez establecia, la abadía fue poblada por monjes de la abadía de Tintern, Gales, también cisterciense. Esta abadía madre se distingue por ser la segunda comunidad cisterciense en las islas británicas.
Con la disolución de los monasterios por orden de Enrique VIII al formarse la Iglesia anglicana, la abadía perdió su papel religioso. Pasó a manos de Anthony Colclough de Staffordshire, un oficial en el ejército de Enrique VIII. Con el paso de los años la familia Colclough realizó varias reformas a la estructura.
A mediados del siglo XX, el complejo pasó a manos del gobierno irlandés y las obras de reestauración comenzaron en la década de 1980.